# Peace on Earth
| Críticas profissionais | Críticas profissionais |
| Avaliações da crítica  | Avaliações da crítica  |
| Fonte                  | Avaliação              |
| ---------------------- | ---------------------- |
| allmusic               | link                   |
| Jesus Freak Hideout    | link                   |

Peace on Earth é o quarto álbum de estúdio e o primeiro de Natal da banda Casting Crowns, lançado em 7 de outubro de 2008.
O álbum venceu um Dove Awards na categoria "Christmas Album of the Year".

## Faixas
1. "I Heard The Bells On Christmas Day" — 4:23
2. "Oh Come All Ye Faithful" — 3:47
3. "Joy To The World" — 2:37
4. "While You Were Sleeping" — 4:55
5. "Silent Night" — 3:33
6. "God Is With Us" — 4:31
7. "Away In A Manger" — 3:35
8. "Christmas Offering" — 5:14
9. "Sweet Little Jesus Boy" — 3:08
10. "O Come, O Come, Emmanuel" — 4:06

## Desempenho nas paradas musicais
| Parada musical (2008/2009)            | Posição |
| ------------------------------------- | ------- |
| Estados Unidos - Billboard 200        | 15      |
| Estados Unidos - Top Christian Albums | 1       |
| Estados Unidos - Top Holiday Albums   | 2       |